# 바틱

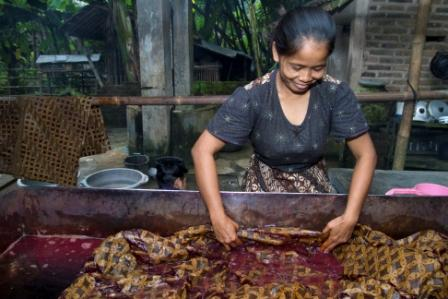
바틱

바틱(인도네시아어: Batik)은 저항 염색 기법 중 하나로 왁스에 저항성을 가진 염료의 성질을 이용, 전체 혹은 일부 천을 염색하는 기법을 뜻한다. '찹'(Tjap)이라는 도장과 같은 도구를 사용하여 왁스를 천에 찍어내거나, 점 혹은 선 모양으로 왁스를 천에 그리고 왁스가 칠해지지 않은 나머지 부분을 염색한 다음, 고온의 물로 왁스를 부분적으로 벗겨내어 순차적으로 염색을 진행하는 단계별 염색 공정을 거친다.
바틱을 만드는 전통은 인도네시아, 말레이시아, 싱가포르, 인도, 스리랑카, 필리핀, 나이지리아 등 다양한 국가에서 발견되나, 그 중 인도네시아의 바틱 공예문화가 가장 잘 알려져 있으며, 특히 인도네시아 자바 섬 지역에서 형성된 바틱 공예 문화가 오랜 역사를 지니고 있으며 패턴의 다양성, 기법, 제작 품질 측면에서 가장 발전되었다고 알려져 있다. 2009년 10월, 유네스코는 바틱을 무형문화유산 가운데 하나로 지정하였다.

## 어원
바틱은 '암바틱'(ambatik)이라는 자바어 단어에서 유래된 용어이다. 바틱의 '틱'은 '조금', '국소 지역' 혹은 '방울'을 의미하며, 이 용어는 다양한 방울 형상의 무늬로 구성된 바틱 디자인을 나타낸다.

## 같이 보기
- 사롱
- 실크 스크린
- 날염